# Wilhelm Hoffman
Wilhelm August Emil Hoffman, född 20 juli 1844 i Stockholm, död 2 mars 1901 i Stockholm, var en svensk ornamentbildhuggare.
Han var son till bildhuggaren Wilhelm Heinrich Hoffman och Emelie Conradine Walter. Hoffman studerade vid Konstakademien i Stockholm 1858–1854 och var därefter verksam som bildhuggare i Stockholm. Bland hans större arbeten märks en altaruppsats för Skara domkyrka som han modellerade upp i ek samt utsmyckningar för kyrkans predikstol. När såväl altaruppsatsen och predikstolen monterades ner i samband med kyrkans renovering ställdes predikstolens figurer i kyrkans sakristia medan altaruppsatsen förvaras i kyrkans tornkammare. För Uppsala domkyrka utförde han 1891–1892 efter ritningar av Helgo Zettervall ett retabel i gotisk stil som fick ersätta Burchard Prechts barockaltare.  